# Крикальов Сергій Костянтинович
Сергій Костянтинович Крикальов (нар. 27 серпня 1958 р.) — російський інженер-механік, колишній космонавт, керівник Центру підготовки космонавтів імені Юрія Гагаріна.
Як видатний вчений-ракетник, він є ветераном шести космічних польотів і займає четверте місце після Олега Кононенка, Геннадія Падалки та Юрія Маленченка за найбільшою кількістю часу, проведеного в космосі: загалом 803 дні 9 годин 39 хвилин.
Крикальов застряг на борту «Миру» під час розпаду Радянського Союзу. Оскільки країни, яка відправила його в космос, більше не існувало, його повернення було відкладено, і він пробув у космосі 311 днів поспіль, що вдвічі більше, ніж місія спочатку вимагала.
У 2007 році він пішов у відставку як космонавт і працював віце-президентом космічної корпорації «Енергія». З 2009 по 2014 рік очолював Центр підготовки космонавтів імені Юрія Гагаріна.

## Інтернет-ресурси
- Energia biography of S. Krikalev [Архівовано 8 September 2011 у Wayback Machine.]
- NASA biography of S. Krikalev
- Spacefacts biography of S. Krikalev